# 나의 연애 사정과 주머니 사정
《나의 연애 사정과 주머니 사정》(僕の恋愛事情と台所事情)은 2005년 11월 16일 발매한 TOKIO의 DVD 싱글이다.

## 설명
- TOKIO의 첫 DVD 싱글
- 후지TV 《멘토레G》 엔딩곡 (2005년 10월 ~ 2007년 3월)

## 수록곡

### 통상반 수록곡
1. 僕の恋愛事情と台所事情 Video Clip (작사・작곡:죠시마 시게루)
2. Making of Video Clip

### 초회한정반 수록곡
1. 僕の恋愛事情と台所事情 Video Clip (작사・작곡:죠시마 시게루)
2. TOKIO Special Gig
  1. 『コンクリート』『ジャパニーズ』『サンデー』
  2. HEY! Mr. SAMPLING MAN
  3. Feel it
  4. トランジスタ G（グラマー）ガール